# Hojnowice
Hojnowice (niem. Hoinowitz) – część wsi Mionów w Polsce, położona w województwie opolskim, w powiecie prudnickim, w gminie Głogówek. Historycznie leży na Górnym Śląsku, na ziemi prudnickiej.
W latach 1975–1998 Hojnowice administracyjnie należały do ówczesnego województwa opolskiego.
Hojnowice powstały w XVI wieku jako wieś zagrodnicza. W 1921 w zasięgu plebiscytu na Górnym Śląsku znalazła się tylko część powiatu prudnickiego. Hojnowice znalazły się po stronie wschodniej, w obszarze objętym plebiscytem. 1 października 1948 r. nadano miejscowości, wówczas administracyjnie związanej z Mionowem, polską nazwę Hojnowice. Według podziału administracyjnego województwa opolskiego na dzień 31 sierpnia 1964, Hojnowice, jako przysiółek Mionowa, należały do gromady Mochów.

## Transport
Hojnowice posiadają połączenia autobusowe z Głogówkiem. W miejscowości znajduje się jeden przystanek autobusowy.